# Estadio Alberto Spencer Herrera
El Estadio Alberto Spencer Herrera es un estadio multiusos. Está ubicado en la ciudad de Santa Elena, provincia del mismo nombre. Es usado mayoritariamente para la práctica del fútbol, Tiene capacidad para 5000 espectadores.
Desempeña un importante papel en el fútbol local, ya que los clubes santaelenenses como el Deportivo Santa Elena, Deportivo Municipal, Amazonas SV y Deportivo Chanduy hacían y/o hacen de locales en este escenario deportivo.
El estadio es sede de distintos eventos deportivos a nivel local, así como es escenario para varios eventos de tipo cultural, especialmente conciertos musicales (que también se realizan en el Coliseo Cerrado Municipal de Santa Elena).